# جيرتجان مارتنز
جيرتجان مارتنز هو لاعب كرة قدم بلجيكي في مركز قلب الدفاع، ولد في 20 سبتمبر 1988 في Eeklo ‏ في بلجيكا. لعب مع رويال يونيون سان خيلويزي.

## وصلات خارجية
- جيرتجان مارتنز على موقع قاعدة بيانات كرة القدم.إي يو (الإنجليزية)
- جيرتجان مارتنز على موقع Soccerway.com (الإنجليزية)